# Aldesleukina
Aldesleukina, aldesleukin – lek przeciwnowotworowy, otrzymywany metodą inżynierii genetycznej z użyciem szczepu Escherichia coli, jego aktywność biologiczna zbliżona jest do aktywności naturalnej ludzkiej interleukiny 2.

## Wskazania
- leczenie przerzutów raka nerki i czerniaka

## Przeciwwskazania
- nadwrażliwość na lek
- przerzuty do więcej niż jednego organu i OUN
- ciężka, współistniejąca lub przebyta choroba serca
- napady drgawek
- niedobór tlenu we krwi

## Działania niepożądane
- gorączka
- bóle głowy
- zawroty głowy
- bóle mięśni i stawów
- hipotonia
- niedotlenienie
- krwawienie z przewodu pokarmowego
- zaburzenia rytmu serca
- zwiększenie masy ciała
- świąd
- niewydolność wielonarządowa
- niepokój
- pobudzenie
- senność
- parestezje
- omdlenia
- depresja
- niedokrwistość

## Preparaty
- Proleukin – iniekcje

## Dawkowanie
Wielkość dawki jest ustalana przez lekarza specjalistę. Przed rozpoczęciem leczenia konieczna jest dokładna ocena mogących wystąpić działań niepożądanych. Lek podawany jest dożylnie we wlewie ciągłym. Wlewy dokonuje się w odstępach 9 dniowych, a cykl leczenia obejmuje 14 wlewów.